# Llista de peixos del riu Bandama

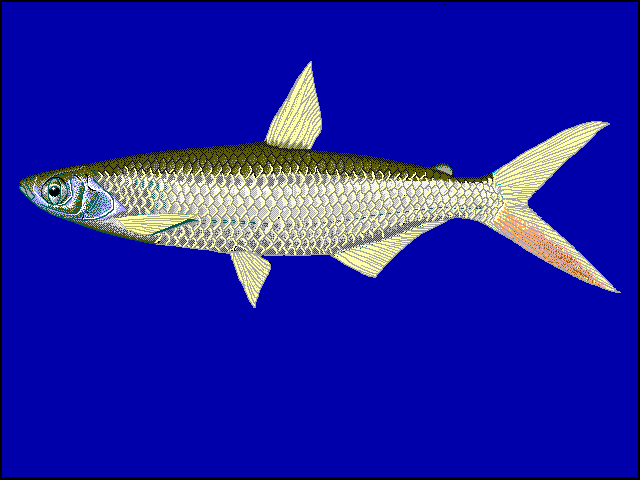
Alestes baremoze

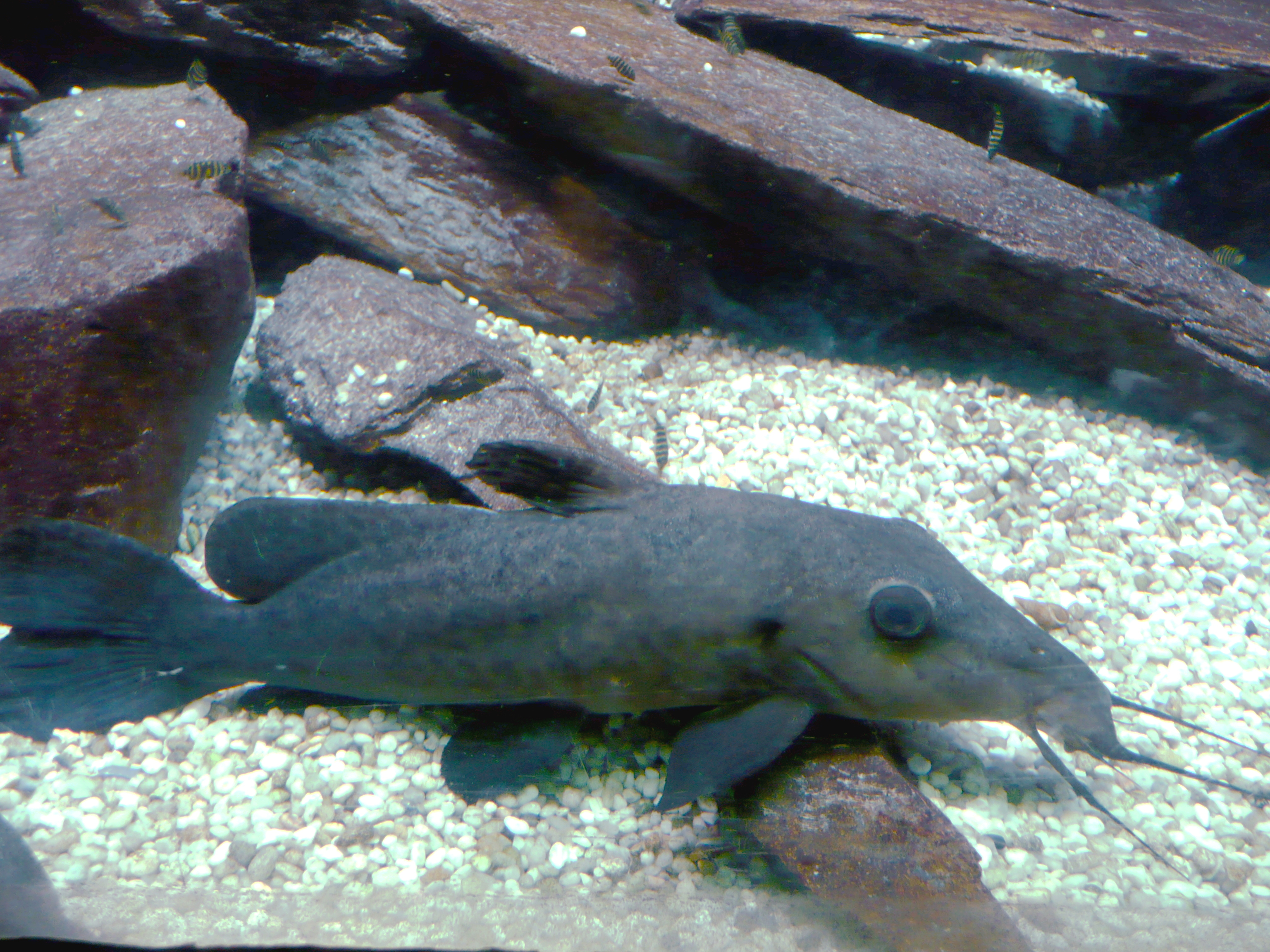
Auchenoglanis occidentalis

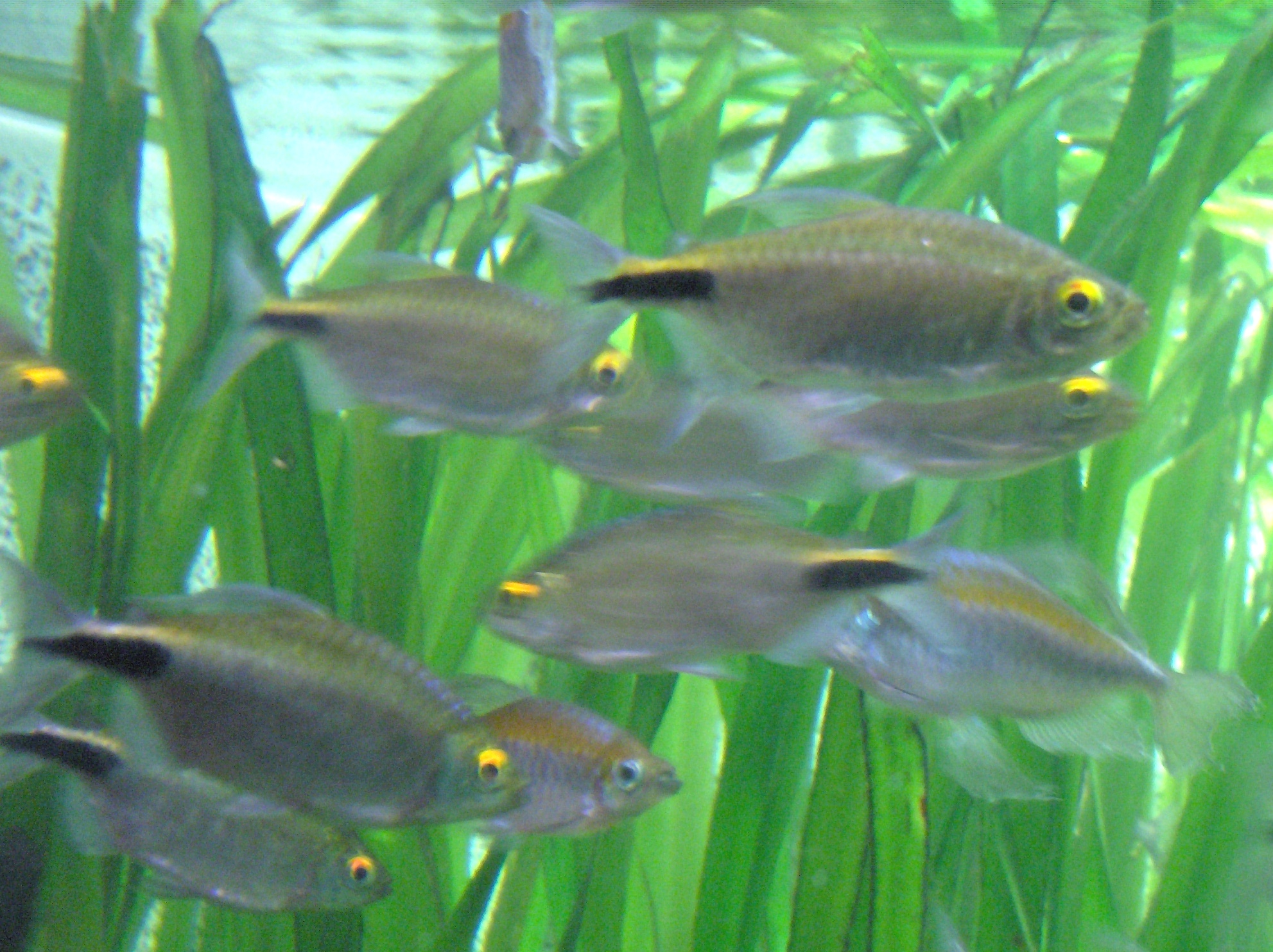
Brycinus longipinnis

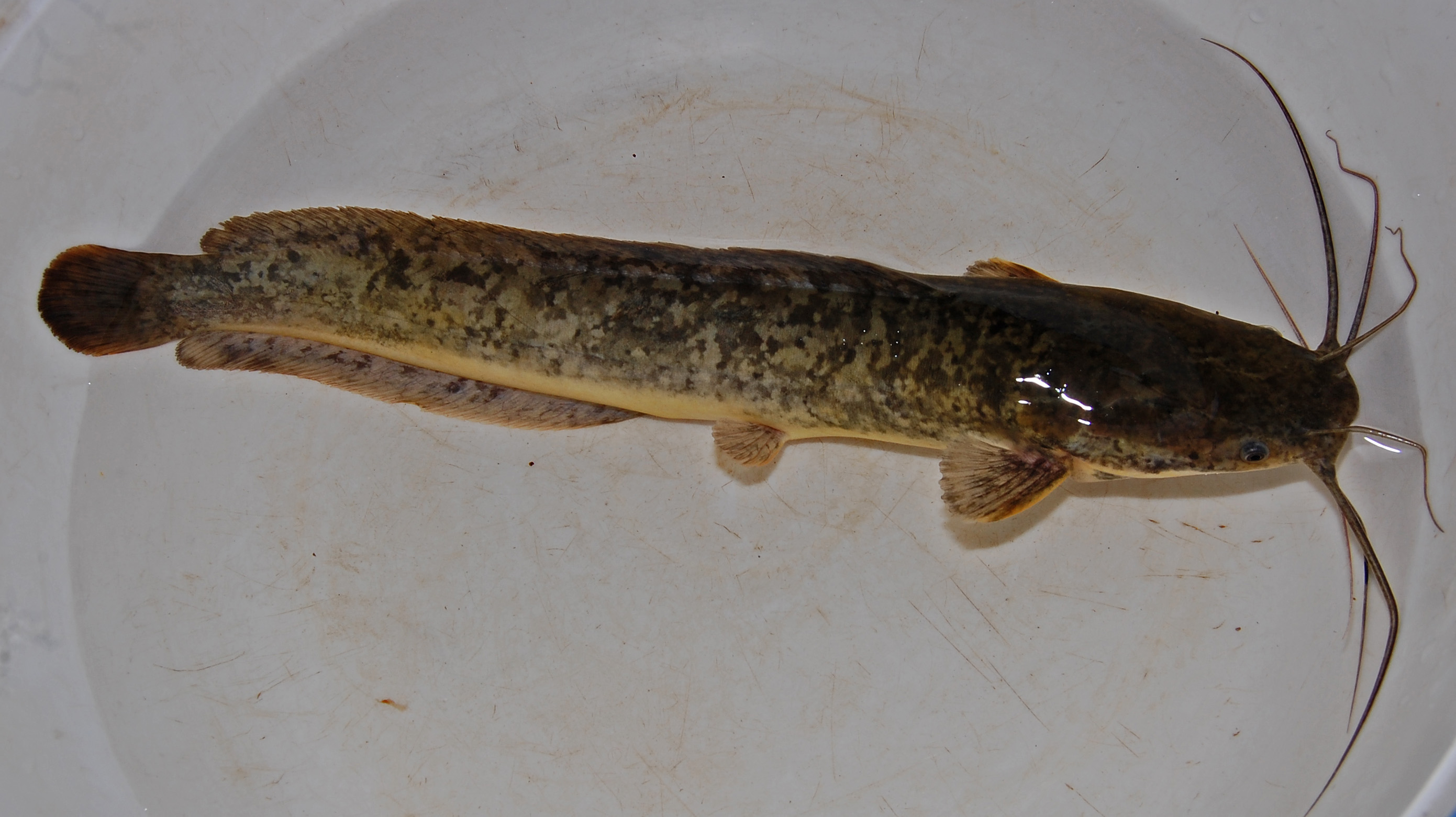
Clarias gariepinus

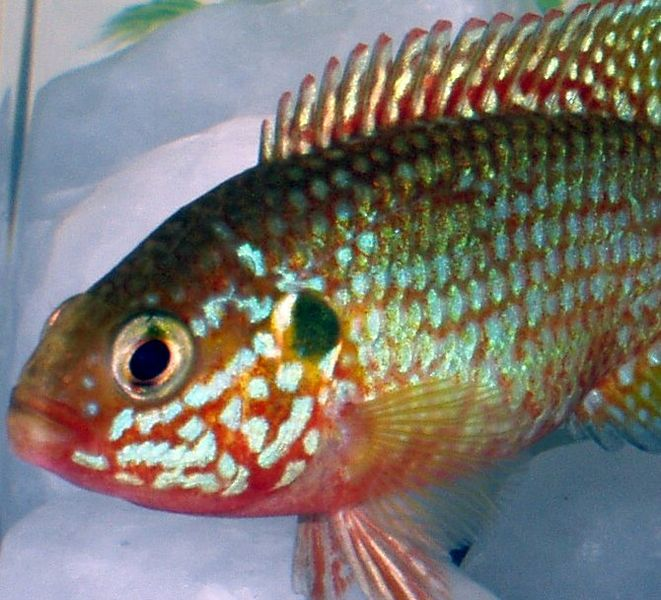
Hemichromis bimaculatus

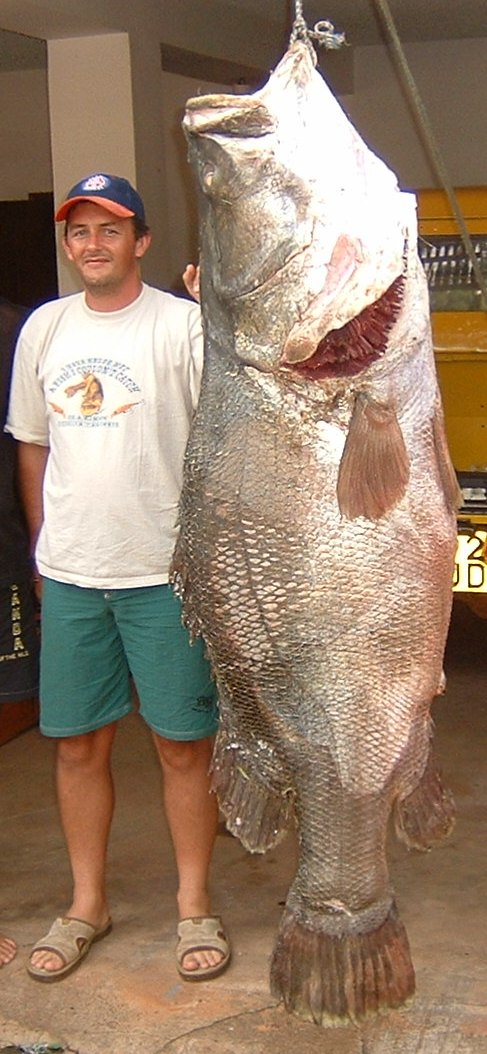
Perca del Nil (Lates niloticus)

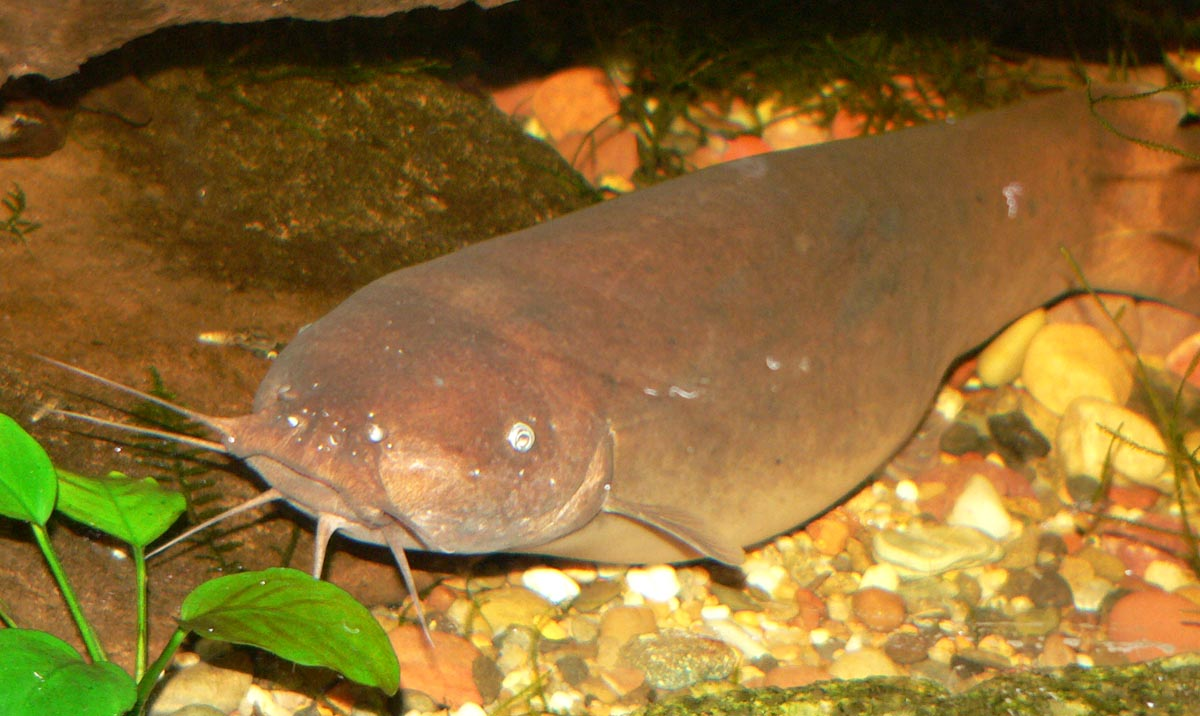
Peix gat elèctric (Malapterurus electricus)

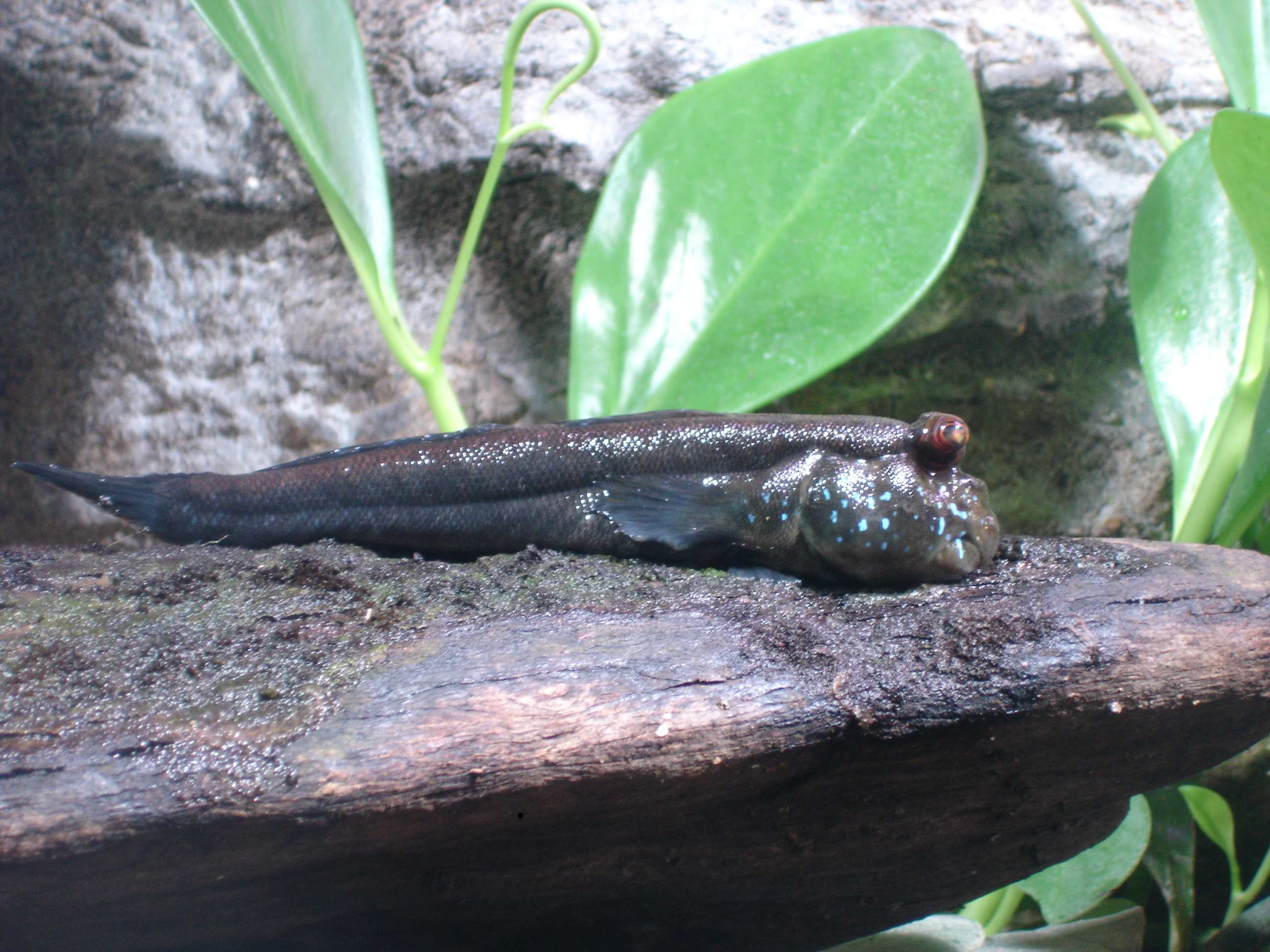
Periophthalmus barbarus

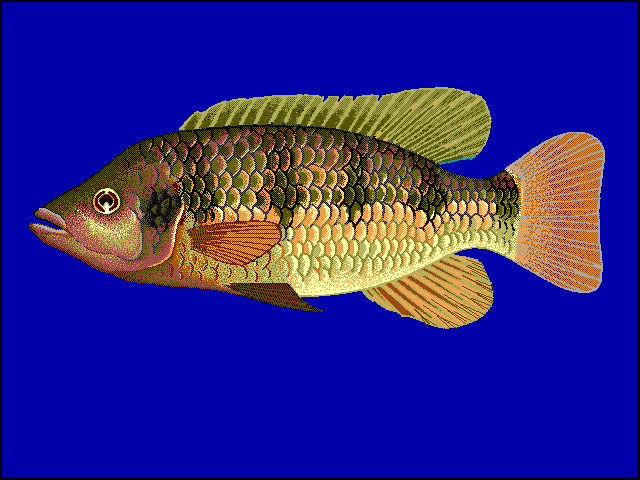
Hemichromis fasciatus

Aquesta llista de peixos del riu Bandama inclou les 103 espècies de peixos que es poden trobar al riu Bandama ordenades per l'ordre alfabètic de llur nom científic.

## A
- Alestes baremoze
- Amphilius atesuensis
- Aplocheilichthys normani
- Aplocheilichthys pfaffi
- Aplocheilichthys rancureli
- Aplocheilichthys spilauchen
- Auchenoglanis occidentalis
- Awaous lateristriga

## B
- Barbus ablabes
- Barbus baudoni
- Barbus bynni waldroni
- Barbus leonensis
- Barbus macinensis
- Barbus macrops
- Barbus pobeguini
- Barbus punctitaeniatus
- Barbus stigmatopygus
- Barbus sublineatus
- Barbus trispilos
- Barbus wurtzi
- Brienomyrus brachyistius
- Brycinus imberi
- Brycinus longipinnis
- Brycinus macrolepidotus
- Brycinus nurse

## C
- Chromidotilapia guntheri guntheri
- Chrysichthys maurus
- Chrysichthys nigrodigitatus
- Citharinus eburneensis
- Clarias anguillaris
- Clarias buettikoferi
- Clarias ebriensis
- Clarias gariepinus
- Clarias lamottei
- Clypeobarbus hypsolepis
- Ctenopoma kingsleyae
- Ctenopoma petherici

## D
- Distichodus rostratus

## E
- Enneacampus kaupi
- Epiplatys bifasciatus bifasciatus
- Epiplatys chaperi
- Epiplatys dageti dageti
- Epiplatys olbrechtsi olbrechtsi
- Epiplatys spilargyreius

## F
- Fundulopanchax walkeri

## H
- Hemichromis bimaculatus
- Hemichromis fasciatus
- Hepsetus odoe
- Heterobranchus isopterus
- Heterobranchus longifilis
- Heterotis niloticus
- Hydrocynus forskahlii

## K
- Kribia nana

## L
- Labeo coubie
- Labeo parvus
- Labeo senegalensis
- Laeviscutella dekimpei
- Lates niloticus

## M
- Malapterurus electricus
- Marcusenius furcidens
- Marcusenius senegalensis senegalensis
- Marcusenius ussheri
- Mastacembelus nigromarginatus
- Micralestes occidentalis
- Microphis brachyurus brachyurus
- Mormyrops anguilloides
- Mormyrops breviceps
- Mormyrus hasselquistii
- Mormyrus rume rume
- Mormyrus subundulatus

## N
- Nannocharax ansorgii
- Nannocharax fasciatus
- Nematogobius maindroni
- Neolebias unifasciatus
- Nimbapanchax petersi

## P
- Papyrocranus afer
- Parachanna obscura
- Parailia pellucida
- Parasicydium bandama
- Pellonula leonensis
- Periophthalmus barbarus
- Petrocephalus bovei bovei
- Pollimyrus isidori isidori
- Polypterus endlicheri endlicheri
- Procatopus schioetzi
- Protopterus annectens annectens

## R
- Raiamas nigeriensis
- Raiamas senegalensis
- Rhabdalestes septentrionalis

## S
- Sarotherodon galilaeus galilaeus
- Sarotherodon galilaeus multifasciatus
- Sarotherodon melanotheron melanotheron
- Schilbe intermedius
- Schilbe mandibularis
- Schilbe mystus
- Synodontis bastiani
- Synodontis punctifer
- Synodontis schall
- Synodontis velifer

## T
- Tilapia guineensis
- Tilapia mariae
- Tilapia zillii
- Tylochromis jentinki[1]